# أندرو كومبز (لاعب اللاكروس)
أندرو كومبز (بالإنجليزية: Andrew Combs)‏ هو لاعب اللاكروس أمريكي، ولد في 31 ديسمبر 1977 في توسون في الولايات المتحدة.